# Stormé DeLarverie
Stormé DeLarverie [ˈstɔrm ˈdeɪlɑviːjeɪ], meistens Stormy [ˈstɔːmi] genannt, (* circa 24. Dezember 1920 in New Orleans; † 24. Mai 2014 in Brooklyn) war eine US-amerikanische Künstlerin und LGBT-Aktivistin. Sie wurde zunächst als Dragking in einer ab den 1950er Jahren landesweit populären Revue bekannt, eine wichtige Episode in der Geschichte der amerikanischen Drag-Szene. Im selben Zeitraum verbreitete sich der von ihr im Privatleben bevorzugte androgyne Kleidungsstil in ihrer Heimatstadt New York City, was als eines der ersten frühen Beispiele für eine wachsende Beliebtheit geschlechtsneutraler Kleidung in den Vereinigten Staaten betrachtet wird.
Ihre Festnahme in der Nacht des 28. Juni 1969 und ihre Reaktion darauf gelten als einer der Hauptauslöser für den Aufstand in Stonewall, obgleich dies aufgrund sehr unterschiedlicher Angaben zu den Ereignissen umstritten ist. Gleich ihrer Rolle in Stonewall setzte sich DeLarverie seitdem verstärkt für LGBT-Personen ein, unter anderem durch regelmäßige Rundgänge im Greenwich Village zum Schutz der dort lebenden queeren Personen, vor allem lesbischer Frauen. Aus diesem Grund wurde DeLarverie schon zu Lebzeiten als „Rosa Parks der US-amerikanischen LGBT-Gemeinschaft“ bezeichnet.

## Frühe Jahre

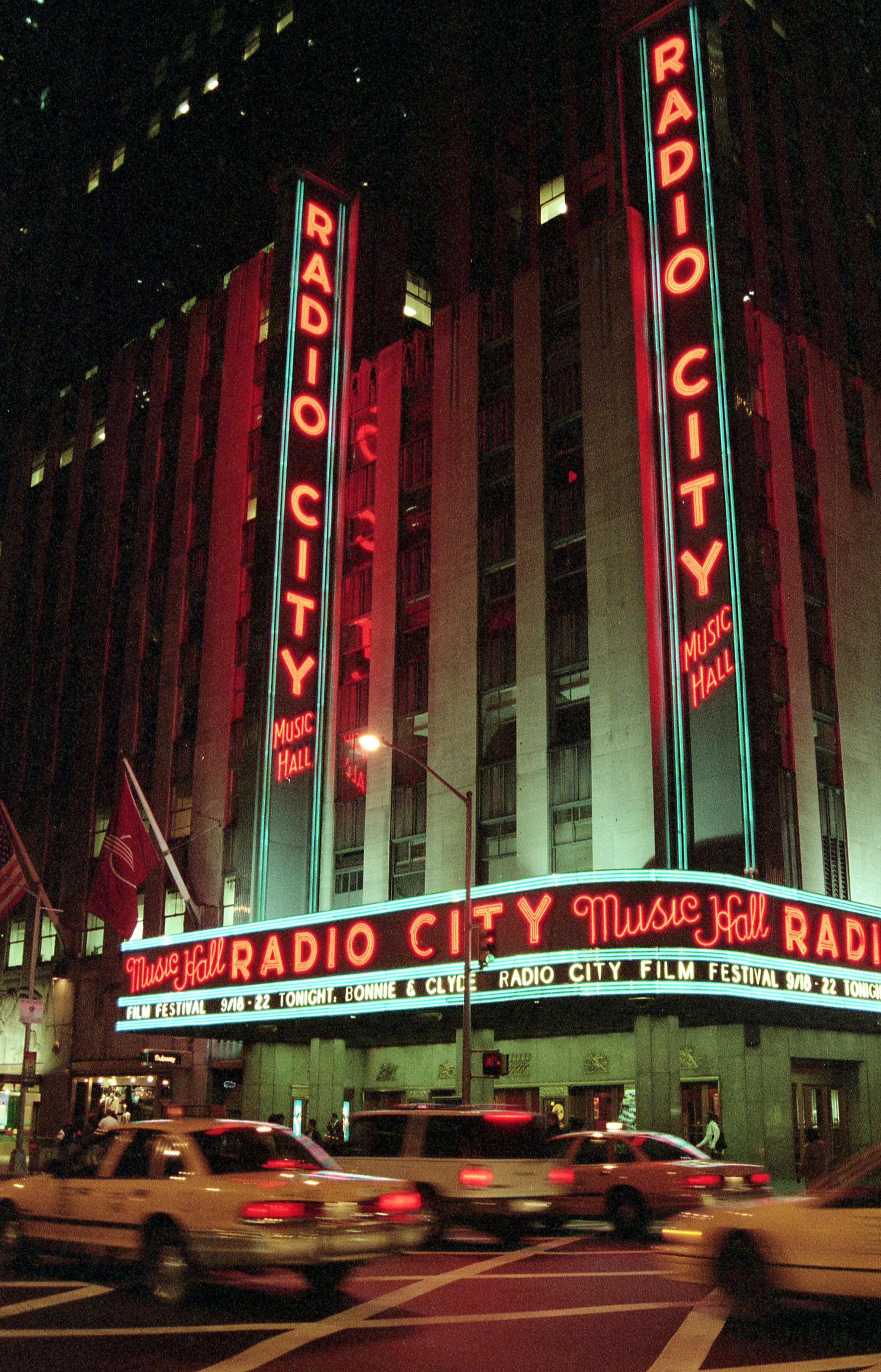
Ihre unkonventionelle Art führte DeLarverie bereits in jungen Jahren an Orte wie die Radio City Music Hall.

Stormé DeLarverie wurde 1920 in New Orleans geboren. Ihre afroamerikanische Mutter war als Hausangestellte für einen wohlhabenden weißen Mann tätig, den sie später heiratete. Weil Mischehen zur damaligen Zeit illegal waren, erhielt DeLarverie nie eine Geburtsurkunde und wusste deshalb ihren genauen Geburtstag nicht. Deswegen entschied sie sich, diesen an Heiligabend zu feiern.
In ihrer Kindheit sah sich DeLarverie massiven Anfeindungen sowohl weißer als auch afroamerikanischer Gleichaltriger ausgesetzt. So musste sie nach einer Prügelei eine Beinschiene tragen; bei einem anderen Vorfall wurde sie an einem Zaunpfahl aufgehängt. Die dadurch erlittene Verletzung hinterließ eine lebenslange Narbe am anderen Bein. Deswegen entschloss sich ihr Vater schließlich, sie zu ihrer eigenen Sicherheit für einige Jahre auf eine Privatschule außerhalb ihrer Wohngegend zu schicken.
Als Jugendliche war sie Springreiterin im Ringling Brothers Circus. Diese Tätigkeit beendete sie nach einem Sturz vom Pferd, der mehrere Knochenbrüche zur Folge gehabt hatte. Im Alter von 18 Jahren erkannte sie, dass sie lesbisch ist. Sie zog nach Chicago, weil sie befürchtete, im Süden wegen ihrer Homosexualität getötet zu werden. In ihren späten Teenagerjahren begann sie zudem eine Karriere als Alt-Jazz-Interpretin unter dem Künstlernamen Stormy Dale. Stormy etablierte sich auch als Aussprache ihres bürgerlichen Vornamens. 1989 gab sie in einem Interview an, dass in diesem das é eigentlich stumm sei. Ab 1939 war sie Sängerin in verschiedenen Jazz- und Swing-Bigbands, mit einigen tourte sie gelegentlich durch Europa. Daneben verdiente DeLarverie nach eigener Aussage ihr Geld in Chicago als Personenschützerin für Mafiosi.
Anfang der 1940er Jahre lernte sie eine Tänzerin namens Diana kennen, mit der sie fortan in einer Beziehung lebte. Sie zogen einige Jahre später zusammen nach New York City, wo DeLarverie offen als lesbische Frau lebte. In Chicago hatte sie sich aus Angst vor homophoben Angriffen in der Öffentlichkeit als heterosexueller Mann ausgegeben. Dies gelang unter anderem durch ihren Kurzhaarschnitt und das Tragen von Anzügen. Daneben benutzte DeLarverie laut Freunden im Alltag verschiedene Anreden.
1946 traf sie während einer Tournee in Miami Danny Brown und Doc Brenner, mit denen sie sich anfreundete. Die beiden aus New York stammenden Männer waren Produzenten und Mitglieder der Drag-Revue Danny’s Jewel Box, die seit 1938 im gesamten Land auftrat. Brown und Brenner wollten durch ihre Vorführungen in Großstädten wie Denver und Seattle Drag, der damals einen Nischenplatz im Varieté einnahm, zu einer großen, humorvollen Bühnenshow und respektierten Kunstform machen. Sie baten DeLarverie aufgrund ihrer Erfahrung im Showgeschäft um Hilfe bei der Organisation ihrer Aufführung.
Sie bot sich schließlich als Dragking für die beiden an, obwohl ihr im Bekanntenkreis davon abgeraten wurde, weil dies schlecht für ihren Ruf sei. Sie wollte zunächst nur sechs Monate lang in der Revue arbeiten. Weil ihr Stil bei den Zuschauern außerordentlich gut ankam, entschloss sie sich, dort zu bleiben und auch bei den Auftritten ihrer Jazz- und Swing-Bands in Männerkleidung auf der Bühne zu stehen. Dadurch steigerte sich ihre Beliebtheit beim Publikum, wodurch es ihren Gruppen auch möglich wurde, an bekannten Veranstaltungsorten wie der Radio City Music Hall oder dem Copacabana aufzutreten.

## DieJewel Box Revue

### DeLarveries Zeit in der Revue
Stormé DeLarverie zusammen mit drei Dragqueens der Revue aus dem Bestand des Schomburg Center for Research in Black Culture

Link zum Bild

Von 1955 bis 1969 tourte DeLarverie als Showmasterin, musikalische Direktorin, gelegentliche Inspizientin und einziger Dragking der Jewel Box Revue durch die Vereinigten Staaten. Diese hatte sich aus der Danny’s Jewel Box entwickelt und bestand neben DeLarverie aus 25 Dragqueens. Sie war bei queeren und heterosexuellen Personen gleichermaßen beliebt, wobei Familien mit Kindern zu den häufigsten Besuchern zählten. DeLarverie nannte sich allerdings selbst nicht Dragking, sondern bevorzugte die Bezeichnung male impersonator, also männlicher Imitator.
Während der Aufführungen trat DeLarverie selbst als Sänger auf und bot Lieder wie St. Louis Blues von Bessie Smith oder A Sunday Kind of Love von Claude Thornhill dar. Die Zuschauer wurden währenddessen stets dazu aufgerufen, die einzige Künstlerin im Ensemble zu erraten. Dies gelang wegen DeLarveries maskulinem Erscheinungsbild, beispielsweise Maßanzüge mit Fliege und falschen Schnurrbärten, fast nie. Am Ende jeder Vorstellung gab sich DeLarverie schließlich unter dem Applaus des Publikums während des Lieds A Surprise with a Song als Frau zu erkennen.

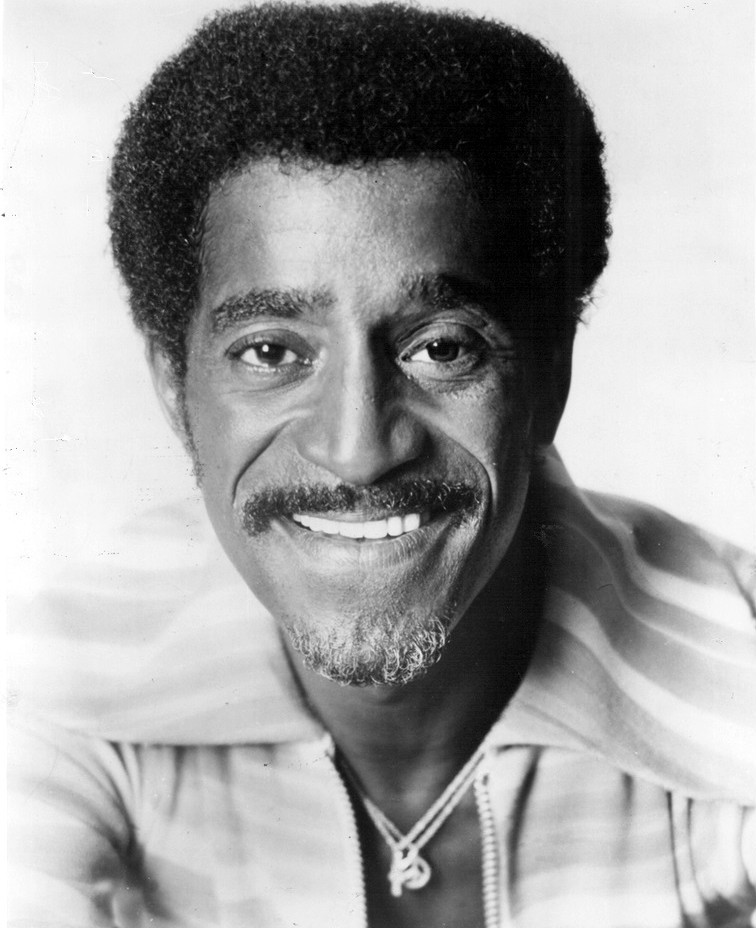
DeLarverie zählte Showgrößen wie Sammy Davis, Jr. zu ihrem Freundeskreis.

Die Jewel Box Revue war das erste US-amerikanische Drag-Kabarett, in dem weiße und Travestiekünstler anderer Herkunft gemeinsam auftraten. Meistens fanden drei bis vier Vorstellungen der Gruppe an einem Abend statt, vorzugsweise in frequentierten Nachtclubs und anderen Örtlichkeiten in New York City, aber auch in weiteren Großstädten. Ein häufiger Veranstaltungsort war das Apollo Theater in Harlem; die Revue trat zudem öfter in der Radio City Music Hall und dem Copacabana auf, in die DeLarverie bereits mit ihren Bands eingeladen wurde. Bei allen Vorstellungen der Revue waren nicht-weiße Zuschauer zugelassen – eine absolute Seltenheit während der Rassentrennung in den Vereinigten Staaten. Ein weiterer Grund für die große Beliebtheit der Revue vor allem bei afroamerikanischen, queeren Personen war die Ähnlichkeit von DeLarveries maskuliner Bühnenfigur zu berühmten Butches, die während der Harlem Renaissance am Theater aufgetreten waren.
Eine Frau, die als Kind regelmäßig Jewel Box-Aufführungen besuchte, lieferte 2020 gegenüber National Public Radio (NPR) eine weitere Erklärung für deren damalige Popularität. Die Vorstellungen seien „erstklassig und umwerfend“ gewesen, weil es keine Budget-Obergrenze gab. DeLarverie und ihre Kollegen seien in hochwertigen Kostümen sowie vor aufwendigen Bühnenbildern aufgetreten. Sie hätten mitunter exotische Tiere wie Zebras für ihre Vorstellungen benutzt, ihre Gesangs- und Tanzkünste seien außergewöhnlich gut gewesen. Die Gruppe suche auch heutzutage ihresgleichen und lasse sich am besten mit aktuellen Drag-Künstlern wie RuPaul vergleichen. Laut Lisa Cannistraci, einer Bekannten DeLarveries, hätte diese sich durch die Drag-Auftritte zudem persönlich entfalten können. Sie war zwar schon in New Orleans als Sängerin aufgetreten, musste dabei aber Kleider, Perlenketten sowie einen Bob tragen, was ihr nicht behagte. Als prominentes Gesicht der Revue schloss DeLarverie Freundschaften mit zahlreichen bekannten Kunstschaffenden der Ära, beispielsweise Sammy Davis, Jr. sowie ihren persönlichen Vorbildern Dinah Washington und Billie Holiday.

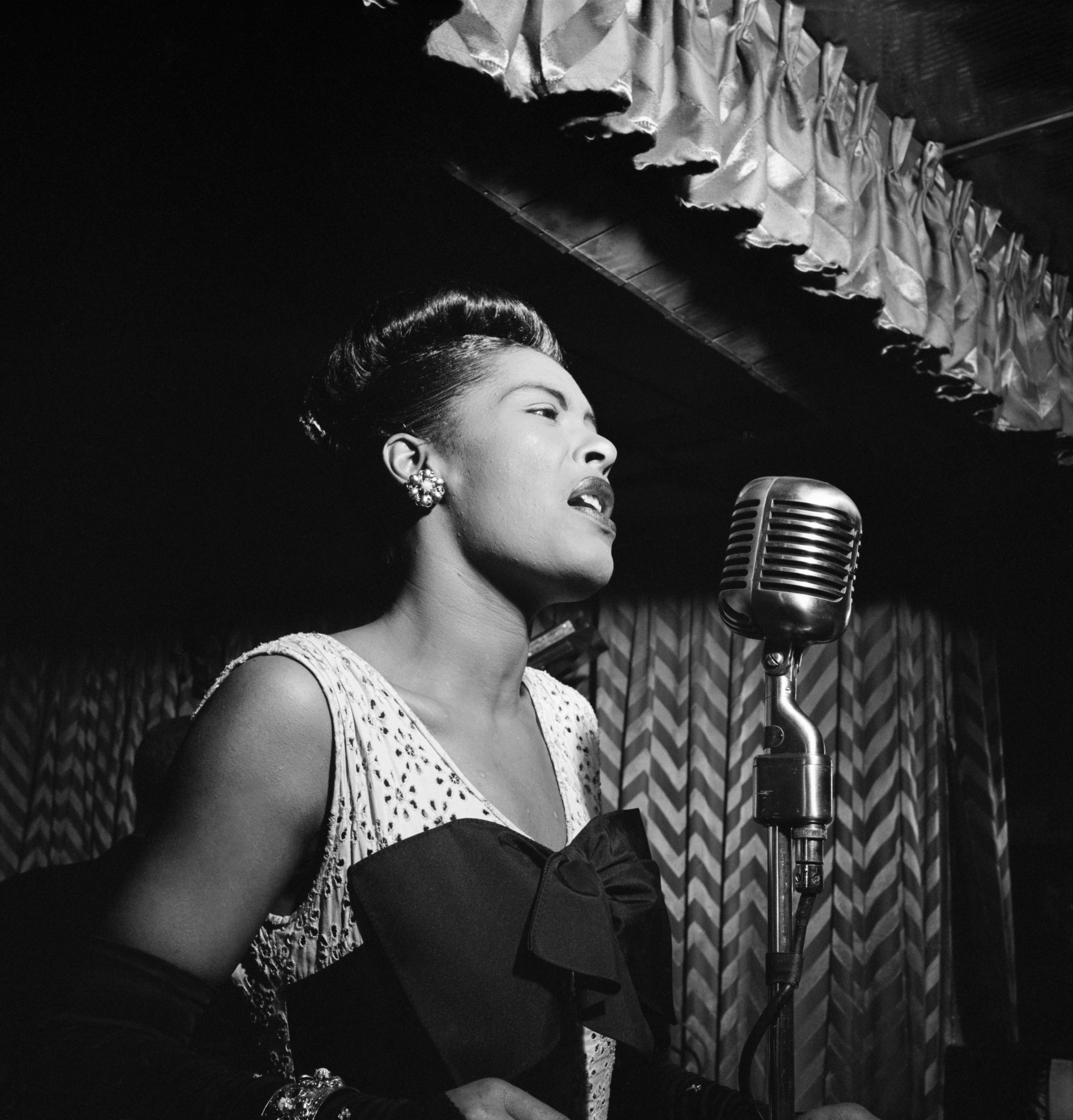
Billie Holiday war DeLarverie nicht nur eine Freundin, sondern auch ein Vorbild.

Im Herbst 1969 zog sich DeLarverie nach dem Tod ihrer langjährigen Lebensgefährtin weitestgehend aus dem Unterhaltungsgeschäft zurück. Stattdessen bestritt sie ihren Lebensunterhalt als Personenschützerin für wohlhabende Familien. Im selben Jahr engagierte sie sich erstmals für die LGBT-Gemeinschaft, indem sie einer Organisation für die Rechte queerer Personen beitrat. Darüber hinaus arbeitete sie für Lesbenbars wie Cubbyhole als Türsteherin und Sicherheitsdienst. Von DeLarveries Drag-Auftritten sind keine Bewegtbildaufnahmen erhalten. Dafür waren in der NPR-Episode über ihr Leben kurze Ausschnitte ihrer Gesangsdarbietungen zu hören, ebenso eine Tonaufnahme, auf der sie während ihrer Tätigkeit als Türsteherin einen Gast der Örtlichkeit verweist. In einem Dokumentarfilm über DeLarverie präsentierte die Porträtierte einige Fotos ihrer früheren Auftritte, während ein weiteres Bild sie als Türsteherin zeigt, die vor einem ihrer Clubs Schaulustige zum Weitergehen auffordert.
John Reddick, ein Historiker mit Schwerpunkt auf der Geschichte Harlems, erläuterte gegenüber National Public Radio, dass das Spiel mit Geschlechterrollen in afroamerikanischer Kunst altbekannt sei. Ein berühmtes Beispiel neben DeLarverie war die lesbische Schauspielerin Moms Mabley. Sie gehörte zur selben Zeit zum festen Ensemble des Apollo Theater und trug bei Auftritten oft Männerkleidung. Allerdings bedeute dies nicht, dass die Gesellschaft der 1950er und 1960er Jahre tolerant gegenüber offen queeren Kunstschaffenden, die Cross-Dressing betrieben, war. Im Theater sei diese Kleidungsweise zwar akzeptiert worden, ansonsten war sie in vielen Städten im Land illegal. Den Zuschauern sei die Sexualität der Betroffenen letztlich gleichgültig gewesen, ihnen ging es vor allem um Unterhaltung durch die Maskerade. Das Publikum habe das Geschlecht der Darsteller genau gekannt, selbst wenn es etwas anderes vorgab. DeLarverie kam Jahre nach ihrer Zeit in der Revue zu einem ähnlichen Fazit. Sie habe sich in Männerkleidung nicht anders verhalten oder bewegt. Das Publikum habe im Bezug auf ihre Geschlechtsidentität das gesehen und geglaubt, was es eben sehen und glauben wollte.

### Bedeutung der Revue in der US-amerikanischen Dragszene

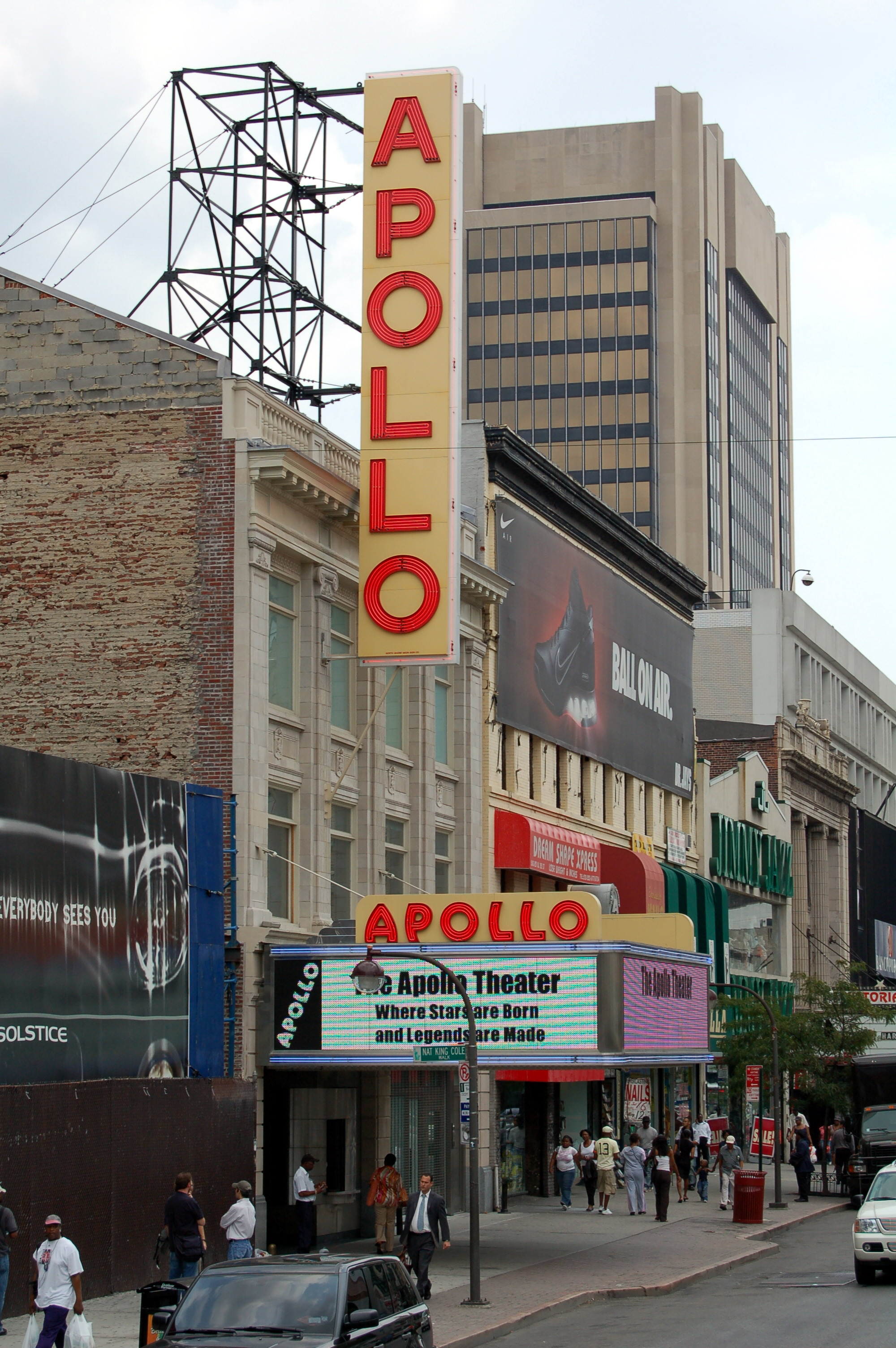
Das Apollo Theater, in dem DeLarverie und ihre Drag-Revue trotz Vorbehalten von außerhalb gern gesehene Gäste waren.

Bis zu diesem Zeitpunkt traten meistens nur Dragqueens im kleinen Kreis mit begrenzten finanziellen Mitteln auf. Daher gelten DeLarveries Tournee-Auftritte als bekannter Dragking in der landesweit beliebten Revue mit hohen Produktionskosten im Nachhinein als wichtiger Aspekt der US-amerikanischen Drag-Geschichte. Diese sei laut Michelle Parkerson, die 1987 einen Dokumentarfilm über DeLarverie drehte, von Dragqueens dominiert. Über die Geschichte früher Dragkings gäbe es bis auf DeLarveries Auftritte kaum Informationen. Ohnehin seien Dragqueens in den Vereinigten Staaten populärer und tiefer in der modernen US-amerikanischen Kultur integriert. Der Grund hierfür liege darin, dass Dragqueens bestimmte Machtregime stärkten, während Dragkings sie durcheinander brächten. Parkersons These wurde von der Geschlechtsforscherin Raewyn Connell sowie der Soziologin Mimi Schippers bestätigt. Dragqueens stellten hegemoniale Weiblichkeit dar, während Dragkings hegemonialer Männlichkeit entgegenwirkten.
Obgleich die Jewel Box Revue neben den Vereinigten Staaten auch in Kanada und Mexiko erfolgreich war, sah sie sich in ihrem Heimatland Kritik ausgesetzt. Diese kam vor allem aus der afroamerikanischen Gemeinschaft. Viele von Afroamerikanern geleitete Spielhäuser weigerten sich in den 1950er Jahren, die Revue dort auftreten zu lassen. Ende der 1960er kam es regelmäßig zu Demonstrationen, wenn DeLarverie und die Dragqueens zu Gast im Apollo Theater waren. Sie waren nach Ansicht der Protestierenden „gesellschaftlicher Abschaum“ und „verschmutzen“ ihre Gemeinschaft. Dies tat der Popularität der Revue aber keinen Abbruch. Noch Anfang der 1950er Jahre entstanden nach dem Vorbild der Jewel Box Revue die ebenfalls sehr erfolgreiche Pearl Box Revue, die bis Anfang der 1980er Jahre in den Vereinigten Staaten auf Tournee ging, sowie die Powder Box Revue.
Laut der Anthropologin Esther Newton war die Jewel Box Revue mit DeLarverie als Showmasterin neben dem New Yorker Club 82, einem berühmten Drag-Nachtclub, das einzige geläufige Beispiel für eine Örtlichkeit, in der Dragkings tätig waren. Interessanterweise war DeLarverie nach ihrem Ausstieg aus der Jewel Box Revue für einige Zeit im Club 82 eine dieser Künstlerinnen. Daneben erwähnenswert ist David Rosens These in seinem Buch Sin, Sex & Subversion: How What Was Taboo in 1950s New York Became America’s New Normal, wonach die Jewel Box Revue das Musical La Cage aux Folles inspiriert habe. DeLarverie stellte während eines Interviews mit Michelle Parkerson dieselbe Behauptung auf.

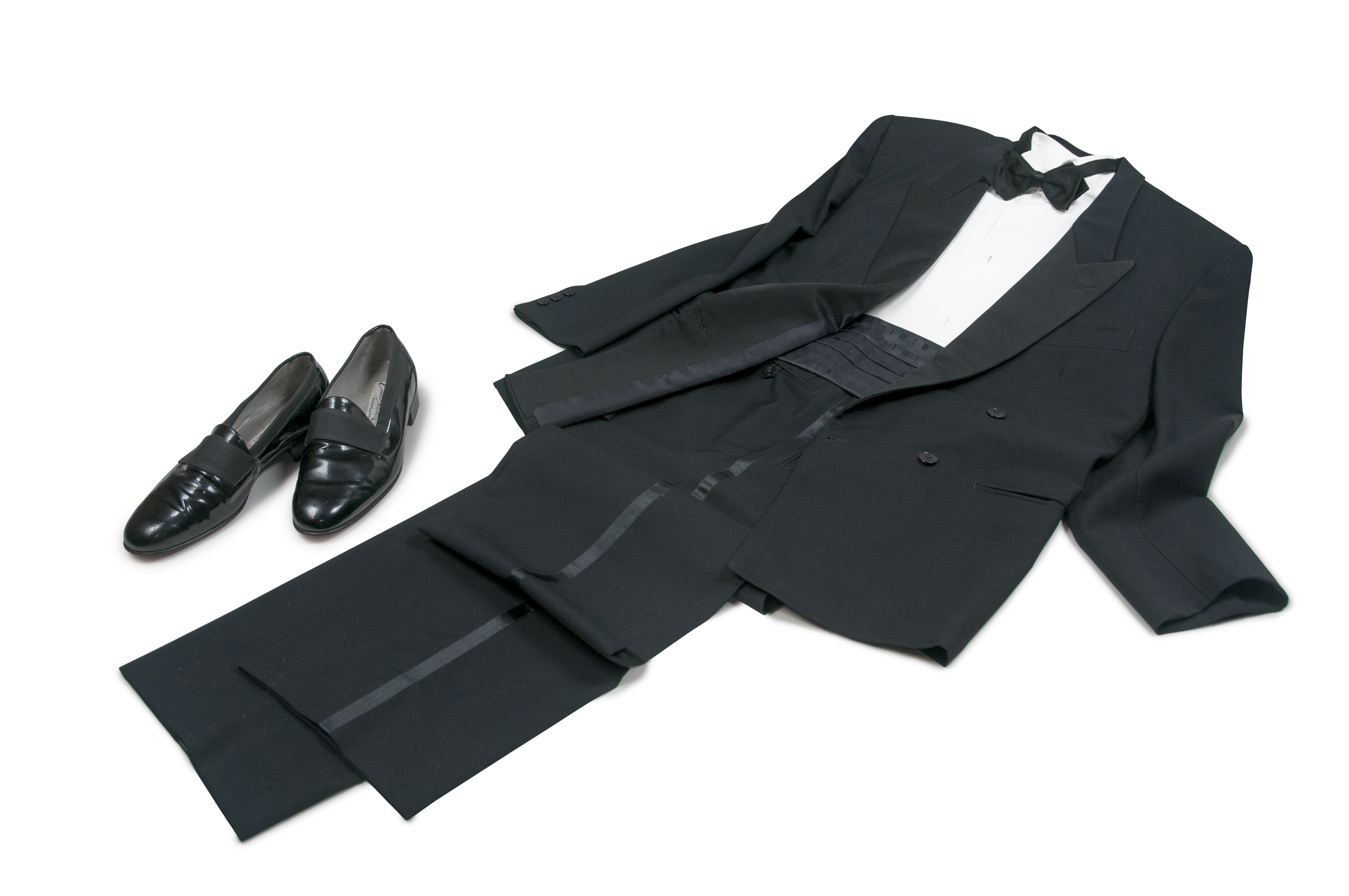
Stormé DeLarverie hatte eine Vorliebe für typische Männerkleidung wie Smokings.

## Kleidungsstil
Dank ihrer Erfahrung mit Maske und Kostümierung war DeLarverie auch privat in der Lage, sich als Mann und Frau sowie Weiße und Afroamerikanerin auszugeben. Sie inspirierte wahrscheinlich etliche queere New Yorker Frauen zu einer maskulinen Kleiderwahl. Dies lag an ihrer Berühmtheit in der dortigen LGBT-Szene, die selbstbewusste, von vielen Frauen als attraktiv empfundene Ausstrahlung und das androgyne Auftreten. Nach eigener Aussage trug DeLarverie bereits in ihren Anfangsjahren in New York Männerkleidung, was ihr dann andere gleichtaten.
Zur damaligen Zeit galt in der Stadt ein Gesetz, laut dem Personen mindestens drei Kleidungsstücke tragen mussten, die zu ihrem Geburtsgeschlecht passten. DeLarverie hielt sich zunächst an diese Regelung und trug in ihrem Privatleben Frauenkleidung. Allerdings wurde sie dennoch zwei Mal verhaftet, weil sie mit einer Dragqueen verwechselt wurde. Schließlich beschloss sie, sich nur noch maskulin anzuziehen, wofür sie gelegentlich festgenommen wurde, aber kurz darauf wieder freikam. Bei einem Vorfall kritisierte ein Polizist ihre schlecht gebundene Fliege, worauf DeLarverie ihn bat, ihr die richtige Technik zu zeigen. Dieser Aufforderung kam der Beamte nach, woran sich DeLarverie in einem Interview 2001 erinnerte. Sie zeigte sich stolz über ihre Fähigkeiten im Fliegen-Binden, da sie einen perfekten Knoten ohne die Nutzung eines Spiegels beherrsche.

Auch verschiedene Anzug-Arten gehörten zu DeLarveries Garderobe, unter anderem der vor allem in den 1940er Jahren populäre Zoot Suit.

DeLarverie war regelmäßig als Fotomodell für Diane Arbus tätig, die sie in maskuliner Kleidung ablichtete. Durch die Bilder dürfte ihr Stil noch mehr Frauen erreicht haben. Eine dieser Fotografien mit dem Titel Miss Stormé de Larverie, the Lady Who Appears to be a Gentleman, N.Y.C. aus dem Jahr 1961 zeigt DeLarverie im Tweed-Anzug, Stiefeletten und Zigarette in der Hand auf einer Parkbank sitzend. Das Foto wurde von Harper’s Bazaar abgelehnt, weil sich die Zeitschrift weigerte, das Porträt einer lesbischen Cross-Dresserin zu veröffentlichen. Im Jahr darauf war es schließlich zusammen mit anderen Fotografien der Künstlerin in Infinity zu sehen, einer Publikation des Fotografen-Berufsverbands American Society of Media Photographers. In einem dazugehörigen, von ihr selbst verfassten Kommentar schrieb Arbus, dass DeLarverie ihr gegenüber ironisch anmerkte, es schwerer als andere Personen zu haben. Schließlich sei sie neben ihrer Identität als Mulattin auch noch nicht-heterosexuell. Nach Arbus’ Ansicht seien DeLarveries vollkommene Akzeptanz ihrer eigenen Andersartigkeit und ihr Gefallen daran das Interessanteste an ihr.
Miss Stormé de Larverie, the Lady Who Appears to be a Gentleman, N.Y.C. war in mehreren Arbus-Retrospektiven zu sehen, unter anderem im Metropolitan Museum of Art 2016. Amy Arbus, die Tochter der Fotokünstlerin, äußerte sich im selben Jahr in einem Artikel der Time über die Fotografie. Arbus beschrieb sie als freundliche, sanfte sowie schlichte Erkundung einer offenen, ehrlichen und leicht verträumten Seele. DeLarverie betrachte Arbus fasziniert, was auf Gegenseitigkeit beruhe. Auf einer undatierten Fotografie ist DeLarverie in einem Zoot Suit mit Pfeife und Fedora zu sehen, bei einer anderen posiert sie mit drei Mitgliedern der Jewel Box Revue. Diese tragen Roben, DeLarverie hingegen einen Smoking. Weiterhin dokumentieren mehrere Fotos DeLarveries Vorliebe für Manschetten und dazugehörige Knöpfe. In späteren Jahren wurde DeLarveries Art, sich zu kleiden als eines der ersten bekannten Beispiele für geschlechtsneutrale Mode in den Vereinigten Staaten bezeichnet, lange bevor sich Unisex-Stile im Mainstream etablierten.

## Stonewall-Aufstand

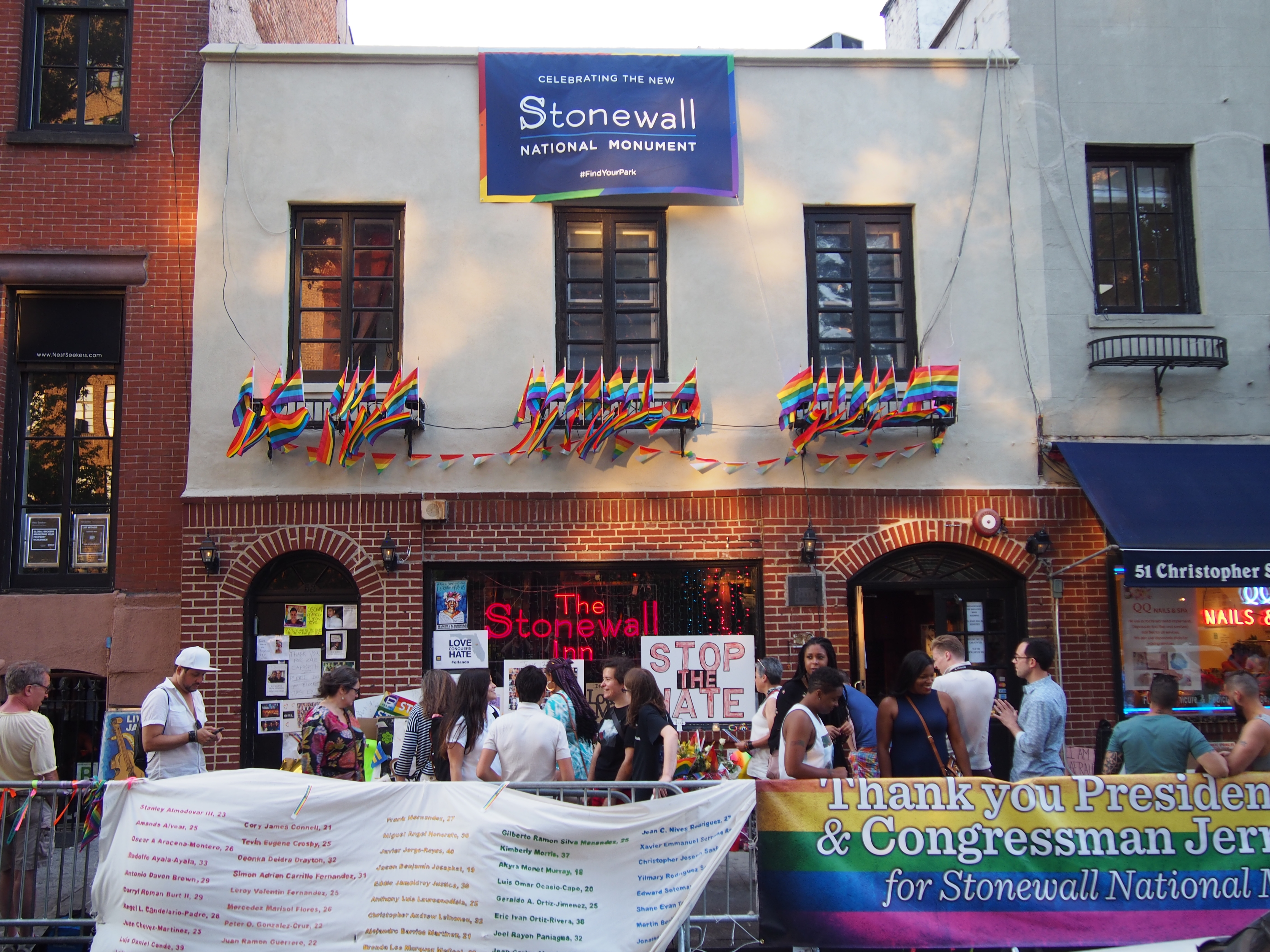
Die Aufstände am und im Stonewall Inn (hier im Jahr 2016 zu sehen) gelten als Wendepunkt in der Geschichte sowohl der US-amerikanischen als auch weltweiten Lesben- und Schwulenbewegung.

### Historisches Ereignis
In der Nacht des 28. Juni 1969 wurden etliche Cross-Dresser in der Schwulenbar Stonewall Inn in New York im Zuge einer Razzia festgenommen, weil sie die Angabe ihrer Personalien verweigerten. Vor der Bar formierte sich eine stetig wachsende Gruppe von herausgelassenen Gästen und Schaulustigen. Diese wurde aufgrund des aggressiven Verhaltens der Polizei gegenüber Verhafteten allmählich wütend. Zur vollständigen Eskalation kam es angeblich durch eine sich ihrer Festnahme widersetzenden Frau, die als Cross-Dresserin und typische New Yorker Butch beschrieben wurde. Ein Polizist soll sie wegen einer Bemerkung über ihre eng anliegenden Handschellen mit seinem Schlagstock am Kopf verletzt haben. Daraufhin schlug sie dem Beamten mit der Faust ins Gesicht und forderte die Umstehenden auf zu handeln. Nach ihrer Unterbringung im Streifenwagen kam es zu bis in den Morgen andauernden Schlägereien der wutentbrannten Menge mit der Polizei.
Da nach diesem Vorfall in den Vereinigten Staaten und anderen Ländern erste LGBT-Organisationen, queere Zeitschriften sowie Gay Prides entstanden, gilt Stonewall als Meilenstein der weltweiten Lesben- und Schwulenbewegung. Deshalb wurde DeLarverie, die mehrere Zeugen als diese Frau identifizierten, als „Rosa Parks der US-amerikanischen LGBT-Gemeinschaft“ bezeichnet. Allerdings ist diese Behauptung aufgrund stark variierender Zeugenaussagen und Presseberichte zum Ereignis nicht eindeutig erwiesen. Die aufgeheizte Stimmung soll laut mehreren Personen durch eine einzige Frau eskaliert sein, die sich vor der Bar ihrer Verhaftung widersetzte. Nach anderen wehrten sich mehrere, teils verletzte Butches noch in der Bar gegen ihre Festnahme. Der Zeuge Craig Rodwell bestätigte, dass eine Butch durch einen Faustschlag und ihre Festnahme die Anwesenden zu einer Reaktion animierte. Jedoch sei dies nur einer von vielen gleichzeitigen Vorfällen gewesen, durch den die Stimmung umschlug.

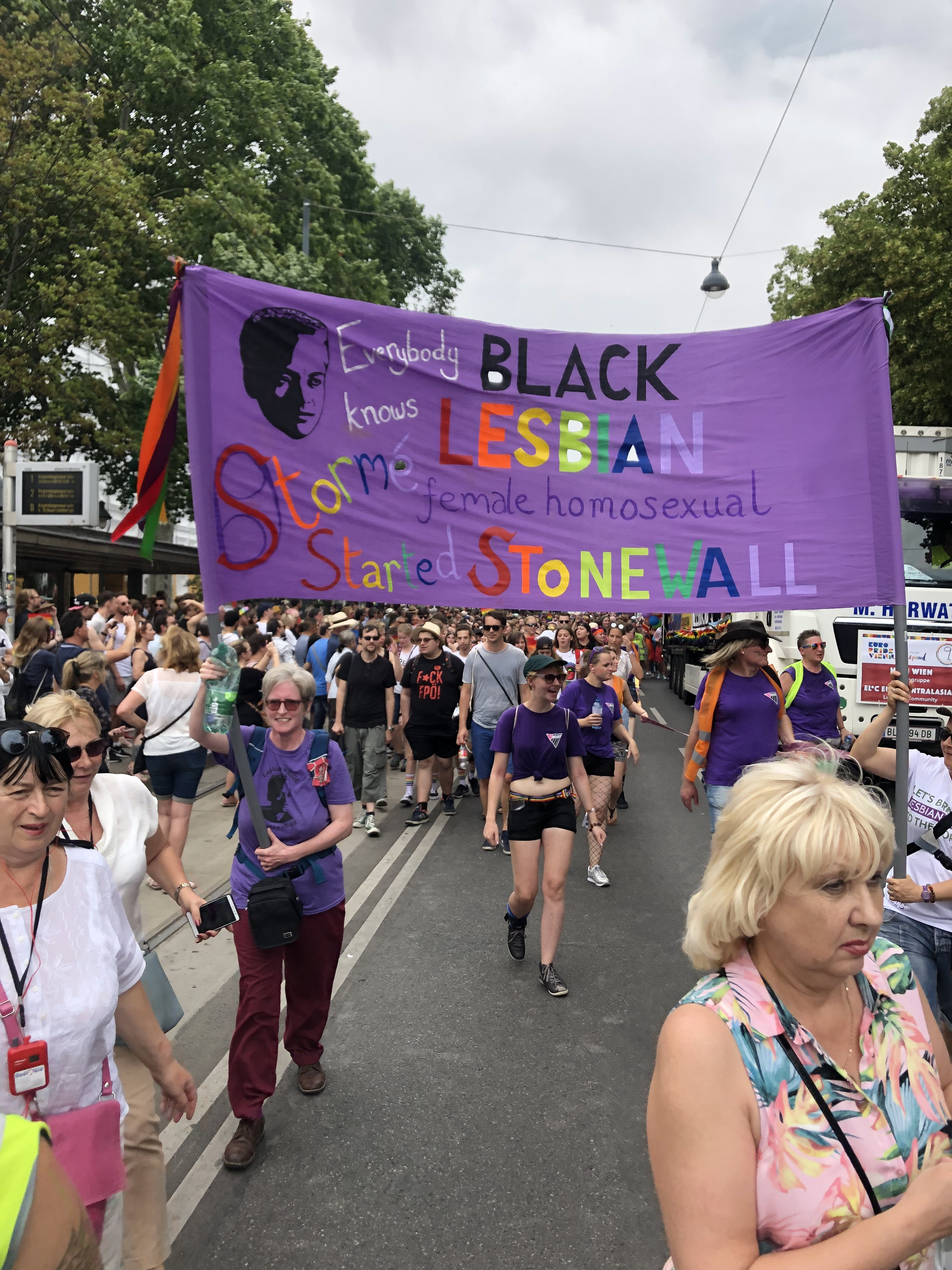
Banner auf der Europride in Wien 2019 (Aufschrift sinngemäß Jeder weiß, dass die schwarze Lesbe Stormé die Auslöserin von Stonewall war)

### DeLarveries Rolle
DeLarveries genaue Rolle in Stonewall ist aufgrund der verschiedenen Aussagen unklar. So soll sie die Menge bei ihrer Verhaftung gefragt haben, warum sie ihr nicht helfe, worauf eine Dragqueen den Anstoß zu den Kämpfen mit der Polizei gab. Andere behaupteten, dass ein Beamter sie mit seinem Schlagstock verletzte, weil sie einem am Boden liegenden Mann helfen wollte. Nachdem sie den Polizisten darauf mit der Faust schlug, lieferten sich die Anwesenden mit den Beamten bis in den Morgen hinein etliche Kämpfe. Nach dem Augenzeugen Freddie Wright wurde DeLarverie in der Bar verhaftet, weil sie einen Beamten schlug, der sie homophob beleidigte. Durch ihren lautstarken Protest dagegen konfrontierten zunächst die Umstehenden und schließlich auch die außen stehenden Personen die Polizei.
Laut der Autorin Gayle E. Pitman war DeLarverie am 28. Juni gar nicht im oder vor dem Stonewall Inn anwesend. Stattdessen sei Marilyn Fowler die Stonewall Lesbian, die zu Beschreibungen passe und in einem Polizeibericht namentlich erwähnt wurde. Allerdings ergaben Recherchen des Historikers Jonathan Ned Katz, dass Augenzeugen weder Fowler noch DeLarverie für die Frau hielten. Dies deckte sich mit der Meinung von Jim Fourrat, der beide persönlich kannte und der Autorin Lillian Faderman erklärte, dass keine die Auslöserin war. Der Sachbuchautor David Carter teilte diese Auffassung, unter anderem passten weder DeLarveries Körpergröße noch ihr Alter auf die Stonewall Lesbian. Des Weiteren stimmten ihre inkonsistenten Angaben zum Schlag nicht mit Polizeiberichten überein, zudem gäbe es keine Hinweise auf ihre Beteiligung an Stonewall.
DeLarverie selbst bezeichnete sich auf Nachfragen zu Stonewall in der Öffentlichkeit vage als Überlebenskünstlerin, die Anderen beim Überleben half. Allerdings erwähnte sie privat ihre mutmaßliche Rolle als Stonewall Lesbian bei Gesprächen mit Freunden. Gegenüber dem Sachbuchautor Charles Kaiser bestritt DeLarverie zwar, die alleinige Auslöserin für die Aufstände gewesen zu sein. Sie bestätigte aber ihren Faustschlag gegen einen Polizisten, worauf sich zumeist junge queere Personen endlich gegen seit Jahren gegen sie verübte polizeiliche Schikanen gewehrt hätten. In der Lesben-Zeitschrift Curve erklärte DeLarverie 2008 erstmals in einer großen Publikation, die Stonewall Lesbian gewesen zu sein. Sie habe sich nie groß zu dieser Rolle bekannt, weil es niemanden etwas angehe. Im Jahr 2010 behauptete DeLarverie in der New York Times erst, nicht von der Polizei verletzt worden zu sein, erwähnte wenig später aber erneut den Faustschlag als Reaktion auf eine Kopfverletzung durch einen Polizisten.

## Weiterer Aktivismus
DeLarverie setzte sich als Mitglied der bereits kurz nach Stonewall am 11. Juli 1969 gegründeten Stonewall Veterans’ Association für die Belange der LGBT-Gemeinschaft ein. Der Organisation gehören vor allem Personen an, die die Vorkommnisse in Stonewall persönlich miterlebten. Sie hat die Hauptziele, bedürftige queere Personen, insbesondere Senioren, finanziell zu unterstützen sowie die Öffentlichkeit in den Vereinigten Staaten über historische und aktuelle LGBT-Thematiken aufzuklären. DeLarverie war für die Gruppierung von 1969 bis 2010 als Vorsitzende des Sicherheitsdienstes, Mitglied des Leitungsgremiums, Botschafterin und zusätzlich von 1998 bis 2000 Vizepräsidentin tätig.

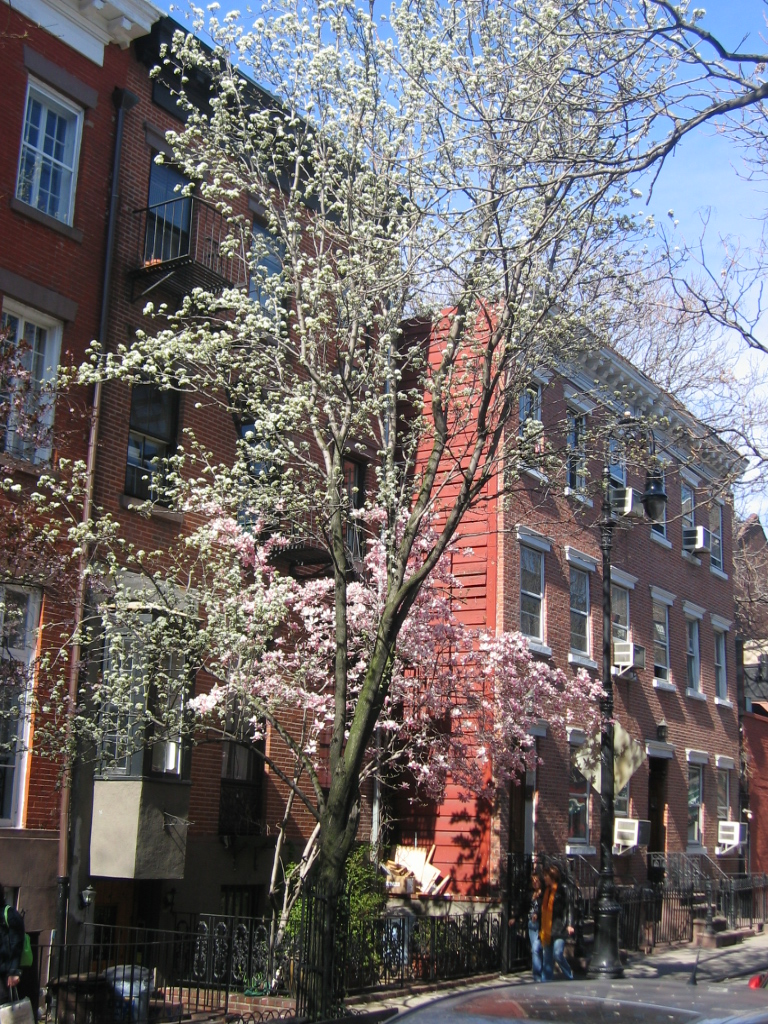
Stormé DeLarverie sorgte dafür, dass queere Personen ohne Angst vor Angriffen jeglicher Art im Greenwich Village unterwegs sein konnten.

Während der AIDS-Epidemie in den 1980er Jahren wurde DeLarverie in einem Restaurant von Patrick Merry um eine Spende in Höhe von fünf Dollar gebeten. Merry war Organisator des Freiwilligendienstes im St. Luke’s Hospital in Manhattan, in dem damals besonders viele AIDS-Patienten lagen. Das Krankenhaus wollte diese Personen, die wahrscheinlich das nächste Fest nicht mehr erleben würden, zu Weihnachten beschenken. Zudem sollten auch für deren Angehörige Geschenke besorgt werden. DeLarverie verließ daraufhin das Lokal, kam einige Stunden später mit 2.000 Dollar zurück und versprach, am nächsten Tag noch mehr Geld mitzubringen.
Im selben Jahrzehnt setzte DeLarverie ihre Arbeit als Türsteherin und Sicherheitsbeauftragte fort, unter anderem weiterhin in der Cubbyhole. Dort jobbte ab 1985 die Studentin Lisa Cannistraci als Barkeeperin. Sie wurde 1990 auch Eigentümerin der Bar und eröffnete sie ein Jahr später unter dem neuen Namen Henrietta Hudson wieder. Zudem verband sie und DeLarverie, die bis zu ihrem 85. Lebensjahr im Lokal arbeitete, eine enge Freundschaft. DeLarverie pflegte auch mit zahlreichen, teilweise mehrere Jahrzehnte jüngeren LGBT-Personen, oft Bargästen, die sie „babies“ oder „children“ nannte, Freundschaften.
Weiterhin trat DeLarverie trotz ihres Rückzugs aus der Unterhaltungsbranche noch als Sängerin und Showmasterin auf zum Teil selbst organisierten Benefizveranstaltungen auf. Deren Einnahmen gingen an LGBT-Organisationen sowie Projekte für Frauen und Kinder, die Opfer häuslicher Gewalt geworden waren. Auf die Frage, warum sie in ihrem hohen Alter noch für diese Gruppe aufträte, antwortete sie, dass sich schließlich jemand kümmern müsse. Sie selbst wäre als in den Südstaaten aufwachsendes Kind einer afroamerikanischen Mutter im frühen 20. Jahrhundert nicht mehr am Leben, wenn sich damals niemand um sie gekümmert hätte. DeLarverie moderierte darüber hinaus den jährlich stattfindenden The Gay Bar People’s Ball. Bei diesem handelte es sich um eine populäre nächtliche Veranstaltung, bei der bedeutende Persönlichkeiten des queeren New Yorker Nachtlebens auftraten und Auszeichnungen erhielten.
Des Weiteren absolvierte DeLarverie jahrelang Kontrollgänge auf den Straßen Manhattans. Dafür war sie in der LGBT-Gemeinschaft als „Beschützerin der Lesben im Greenwich Village“ bekannt. Während ihrer Rundgänge, bei denen sie sowohl mehrere Schusswaffen als auch ein verstecktes Rasiermesser bei sich trug, lief sie vor allem durch die Seventh und Eighth Avenue in Lower Manhattan sowie das West Village. Sie bewachte die dortigen in der Gemeinschaft beliebten Viertel und Bars, indem sie nach „ugliness“ (deutsch Hässlichkeit) Ausschau hielt. Dies war ihre Bezeichnung für gegen queere Personen gerichtete körperliche oder verbale Angriffe.

## Späte Jahre und Tod
Stormé DeLarverie im Alter von 74 Jahren aus dem Archiv der New York Times

Link zum Bild

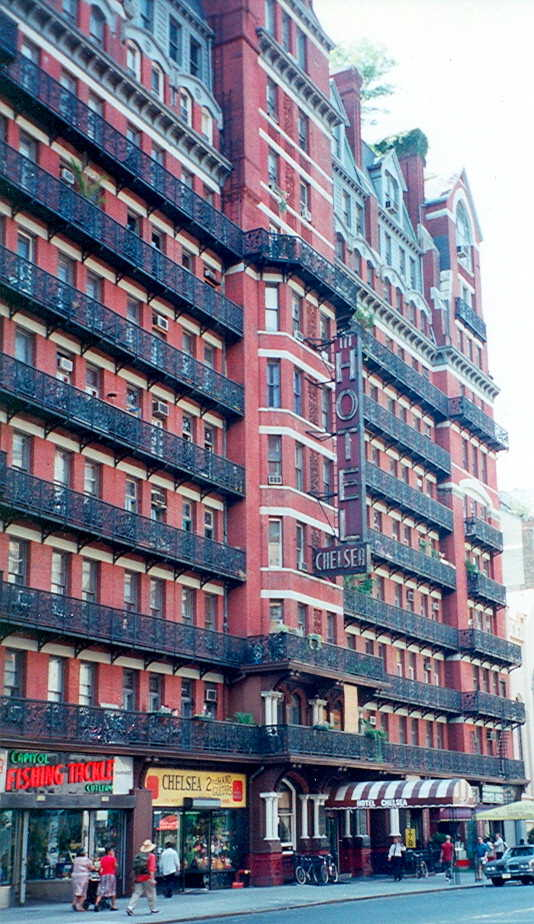
Das Chelsea Hotel war bis 2010 DeLarveries langjähriger Wohnort.

DeLarverie lebte mehrere Jahrzehnte lang im New Yorker Chelsea Hotel. 1999 drohte ihr der Rauswurf, weil sie die steigende Miete nicht bezahlen konnte. Deswegen wurde sie seitdem von der Services & Advocacy for GLBT Elders, kurz SAGE, einer New Yorker Organisation für LGBT-Senioren, sowohl finanziell als auch bei Alltagstätigkeiten unterstützt. Gegen Ende der 2000er Jahre litt DeLarverie zunehmend an den Begleiterscheinungen ihrer Demenz. Aus diesem Grund kümmerten sich Zimmernachbarn sowie Gäste und Angestellte des direkt neben dem Hotel liegenden Restaurants East of Eighth unentgeltlich um sie. Zudem halfen ihr diese Personen, als sie wegen geplanter Sanierungsarbeiten erneut ihren Wohnsitz zu verlieren drohte. Langjährigen Mietern wie DeLarverie wurde es schließlich gestattet, während der Arbeiten im Hotel zu bleiben.
Stormé DeLarverie im Alter von 89 Jahren aus dem Archiv der New York Times

Link zum Bild

Im März 2010 wurde DeLarverie von einer Bekannten und Nachbarin nach einem Sturz in ihrem Hotelzimmer desorientiert, zitternd und dehydriert angetroffen. Nach ihrer Einweisung in das St. Vincent’s Hospital stellte sich heraus, dass DeLarverie weder lebende Verwandte noch eine Lebenspartnerin hatte. Deswegen bestimmte ein Gericht die Jewish Association for Services for the Aged (kurz JASA), ein städtisches Pflege- und Hilfsprogramm für Senioren, zu ihrem gesetzlichen Vertreter. Aufgrund eines Bankrotts der Klinik wurde DeLarverie in das Pflegeheim Oxford Nursing Home in Brooklyn verlegt. Kurze Zeit darauf führte eine Redakteurin der AfterEllen ein Interview mit DeLarverie. Während des Gesprächs glaubte diese, noch im Chelsea Hotel zu leben, konnte aber trotzdem Erinnerungen an ihre frühen Jahre, Stonewall und ihr nahestehende Personen korrekt wiedergeben.
Bereits einige Wochen davor sorgten sich mehrere Personen um DeLarverie, weil sie, für sie äußerst ungewöhnlicherweise, nicht beim NYC Pride March erschienen war. Aus diesem Grund wollte sich ein Reporter der New York Times über ihren Zustand vergewissern. DeLarverie hatte sowohl das Datum der Pride Parade als auch ihr Alter vergessen und dachte, schon seit Jahren im Pflegeheim zu leben. In derselben Publikation beklagte sich Cannistraci über die LGBT-Gemeinschaft, der DeLarverie gleichgültig sei. Dies sei unter anderem dem jungen Alter der heutigen LGBT-Aktivisten geschuldet, die DeLarverie nicht kannten. In der Gegenwart gebe es kaum noch jemanden, dem sie ein Begriff sei.
DeLarveries Freunde verlangten vom Pflegeheim, ihr zumindest kurze Spaziergänge im Freien mit Begleitung zu genehmigen, weil sie praktisch nie nach draußen gehen durfte. Vorstandsmitglieder der JASA sowie der SAGE bot ihnen daraufhin an, zusammen einen Plan für DeLarveries Außenaufenthalte zu entwerfen. Cannistraci und Michele Zalopany (eine weitere Bekannte DeLarveries) zeigten sich allerdings über die angeblich unzureichende Kommunikation der beiden Organisationen frustriert.
Ein Freund DeLarveries schlug danach vor, sie im Lillian Booth Actors Home in Englewood wohnen zu lassen, einer betreuten Wohneinrichtung für Künstler. Dafür fragte er die Unterstützung des Vertreters New Jerseys im Repräsentantenhaus der Vereinigten Staaten, Steve Rothman, sowie Dennis McNerney, Vorsteher des Bergen County, an, was aber zu nichts führte. Cannistraci und Zalopany wandten sich dafür Ende 2010 an eine Redakteurin der LGBT-Publikation GO und Bekannte des Kongressabgeordneten Jerry Nadler. Cannistraci und Zalopany wollten DeLarverie mit seiner Hilfe in das modernere Pflegeheim Consumer Action Bed-Stuy Nursing Home bringen. Es verfügte über mehr Angestellte und Freizeitangebote, zudem lebte dort bereits eine langjährige Bekannte DeLarveries. Nadler vermittelte die beiden an den Anwalt Peter J. Strauss. Mit dessen Beistand erhielten sie schließlich die Vormundschaft für DeLarverie und ließen sie in das andere Heim verlegen.

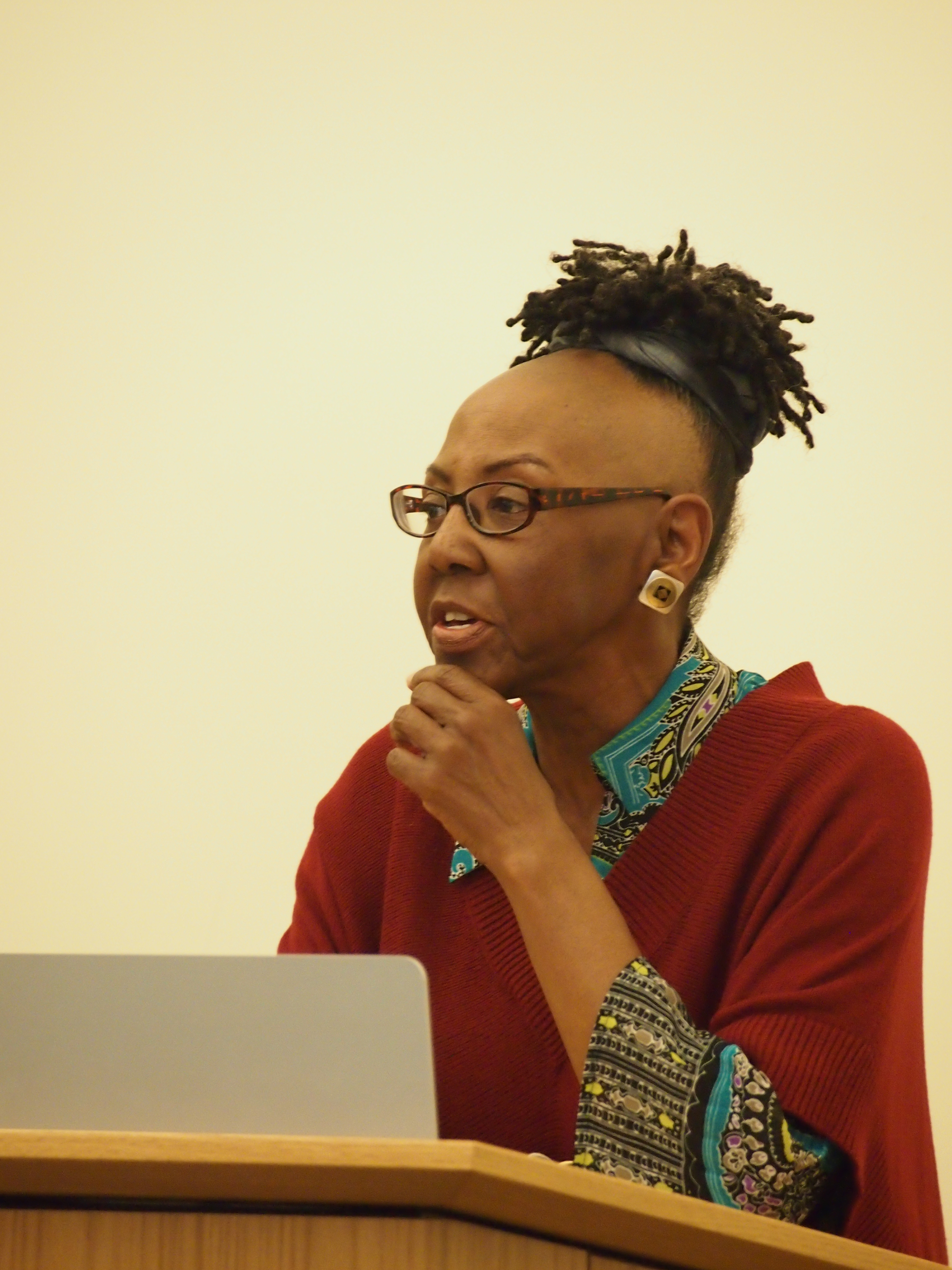
Michelle Parkerson interviewte DeLarverie 1987 über ihre Zeit im Showgeschäft.

DeLarverie starb am 24. Mai 2014 im Schlaf in ihrem Pflegeheim in Brooklyn an einem Herzinfarkt. Ihre Trauerfeier und Beerdigung fanden fünf Tage später unter großer Anteilnahme im Greenwich Village Funeral Home statt.

## Würdigungen
1987 veröffentlichte Parkerson ihren Dokumentar-Kurzfilm Storme: Lady of the Jewel Box über DeLarveries künstlerische Karriere. Dabei liegt der Fokus vor allem auf ihrer Zeit in der Jewel Box Revue. Der Film war im selben Jahr unter anderem bei der Berlinale in der Sektion Panorama sowie dem Frameline Filmfestival zu sehen. 2001 erschien über DeLarverie im LGBT-Nachrichtenmagazin In the Life ein Beitrag mit dem Titel A Stormé Life. Die Produktion Stormé des Dokumentarfilmers und Fotografen Sam Bassett wurde nach ihrer Uraufführung in New York im Jahr 2008 am 11. Juli 2010 in der Webster Hall, einem Nachtclub im East Village, gezeigt.
2000 erhielt DeLarverie von SAGE den Gay Lifetime Achievement Award.
Am 1. Mai 2005 ernannte die Organisation Equality Forum in Philadelphia DeLarverie neben 39 weiteren Personen zur LGBT-Heldin. Der Anlass war eine Gedenkveranstaltung zum 40. Jahrestag einer Demonstration queerer Aktivisten gegen die Entlassung homosexueller Angestellter vor der Independence Hall der Stadt. Diesen Protest von 1965 betrachten einige Historiker als Geburtsstunde der modernen Lesben- und Schwulenbewegung.

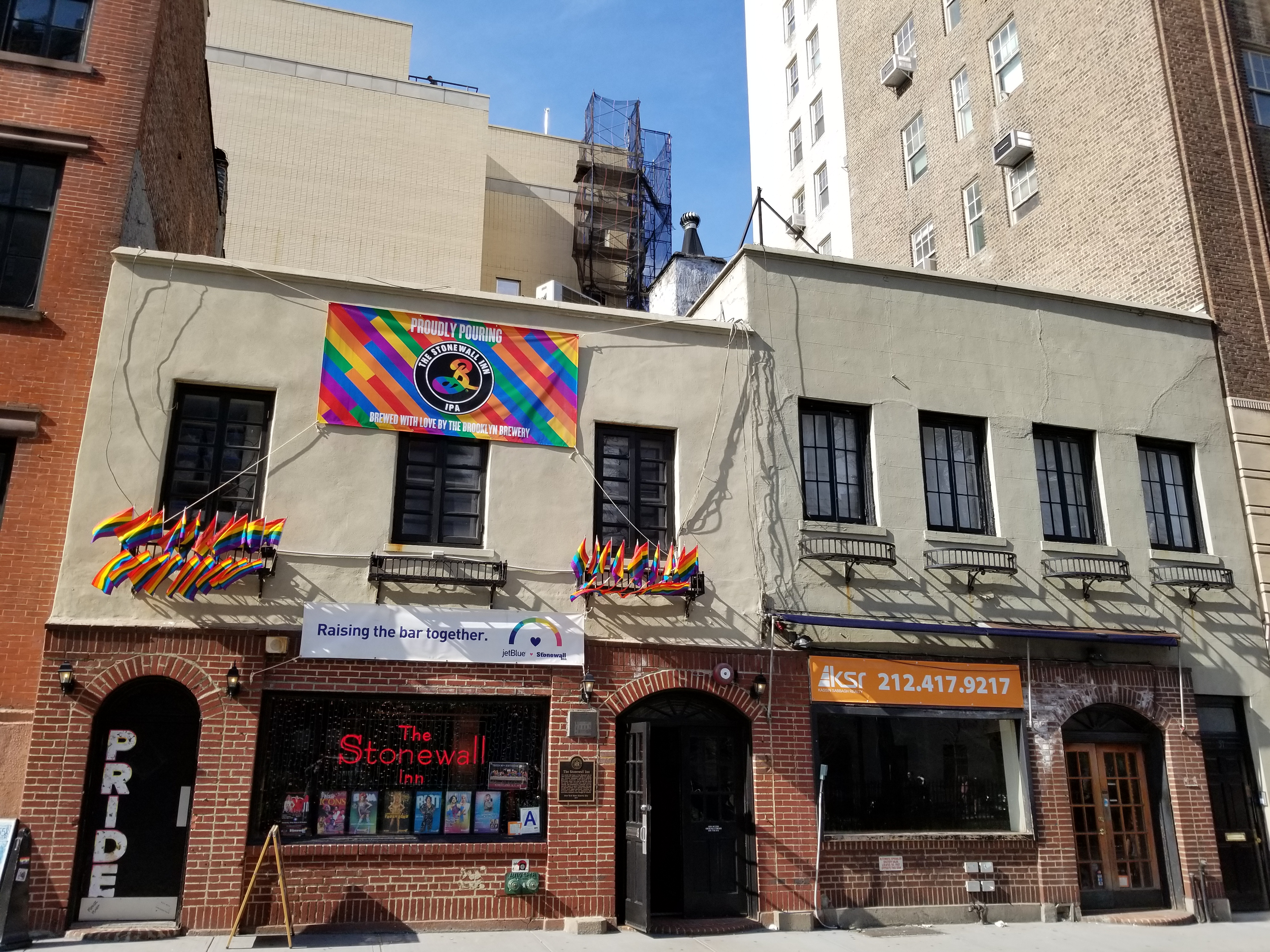
Stormé DeLarverie ist seit 2019 zusammen mit anderen bedeutenden queeren Persönlichkeiten auf einer Gedenkwand im Stonewall Inn verewigt.

Am 7. Juni 2012 ehrte die New Yorker LGBT-Non-Profit-Organisation Brooklyn Pride, Inc DeLarverie für ihren lebenslangen Aktivismus. Während des Festakts im Gebäude der sozialen Vereinigung Brooklyn Society for Ethical Culture wurde auch Storme: Lady of the Jewel Box aufgeführt. Am 24. April 2014 zeichnete das LGBT-Gemeinschaftszentrum Brooklyn Community Pride DeLarverie und Edith Windsor für ihre „Furchtlosigkeit und Tapferkeit“ aus. Im selben Jahr erhielt DeLarverie einige Wochen vor ihrem Tod von Letitia James, der New York City Public Advocat, eine offizielle Anerkennung ihrer Verdienste für die US-amerikanische LGBT-Gemeinschaft.
Im Juni 2019 befand sich DeLarverie neben anderen bedeutenden LGBT-Aktivisten wie Marsha P. Johnson und Sylvia Rivera unter den ersten 50 auf der National LGBTQ Wall of Honor, einer Gedenkwand im Stonewall Inn, verewigten „Pionieren, Vorreitern und Helden“. Die Wand wurde in der Bar, deren umliegendes Viertel 2016 zum National Monument erklärt wurde, anlässlich des 50. Jahrestags der Aufstände enthüllt. Im selben Jahr lief am 6. Juni anlässlich der Stonewall 50, einer weltweiten Gedenkveranstaltung zum Stonewall-Jubiläum, im Museum of the City of New York neben der Produktion Happy Birthday, Marsha! über Johnson Storme: Lady of the Jewel Box. Zudem erzählte die Comiczeichnerin und Drag-Künstlerin Sasha Velour in ihrem Comic Three Dollar Riot die Ereignisse von Stonewall aus der Sicht mehrerer fiktiver und realer Personen nach, darunter auch DeLarverie.
Am 22. Oktober 2020 feierte die Dokudrama-Serie Equal, in der es um die Anfänge der Lesben- und Schwulenbewegung in den Vereinigten Staaten geht, ihre Premiere auf HBO Max. DeLarverie wird darin von Elizabeth Ludlow dargestellt.
Am 26. Februar 2021 verabschiedete der US-amerikanische Kongress eine von Barbara Lee initiierte Resolution. Durch diese wurden anlässlich des Black History Month die Leistungen und Beiträge etlicher queerer, afroamerikanischer Personen zum Wohle der Gesellschaft in den Vereinigten Staaten offiziell vom Kongress anerkannt und gewürdigt. Zu diesen Personen gehörte unter anderem neben Alvin Ailey, Glenn Burke, Patrisse Cullors und Alicia Garza auch DeLarverie.